# Koloska-völgy
A Koloska-völgy egy dűlőnév Balatonfüreden, összefoglaló megjelölése az Arácsi-völgynek, a Koloska-forrásoknak, a Koloska-völgyi kirándulóhelynek és a védett Természetrajzi tanösvény/Erdei tornapályának.

## A Koloska-dűlő elhelyezkedése
Az északról nyitott, és a Balatonra nyíló völgyeken áthatoló északi, északkeleti szél Balatonfüred levegőjét tisztítja, üdévé, friss érzetűvé teszi. Az üdülő- és gyógyhelyet felkereső, hegyek mögött járók örömmel tapasztalják, hogy a völgyekben mennyivel hűvösebb, erősebb a levegő.
Balatonfüred négy völgye ilyen átszellőzést biztosító nyílás. Nevezetesen:
- a Koloska-völgy (dűlő) (K),
- a Kéki-völgy,
- a Siske-völgy, és
- a Noszlopy-völgy (Ny)

## A Koloska név eredete
A völgyben magányosan álló fehér sziklatömböt, a nép „Barátlakás”-nak nevezi, így szerepel egy 1841. évi térképen is. (Cholnoky Jenő szerint e hegyen egy kis kolostor állt, erről vette a völgy a nevét: „Kolostorka”, rövidítve: „Koloska”. Az épület helye a széthányt kövekből már nem állapítható meg. Cholnoky véleményét vitatják, mert a magyar vonatkozású oklevelekben semmiféle nyoma sincs annak, hogy a mai Arács településrész területén valaha kolostor állt volna. Talán úgy, mint Tihanyban, itt is remeték lakhattak, s nevük „barát”-ként hagyományozódott a helyiek közt, a hely pedig kolostor kolostorka – koloska néven rögződött. Okleveles anyagban először 1780-ban olvasható „Koloska-dűlő” néven egy úrbérrendezési iratban.

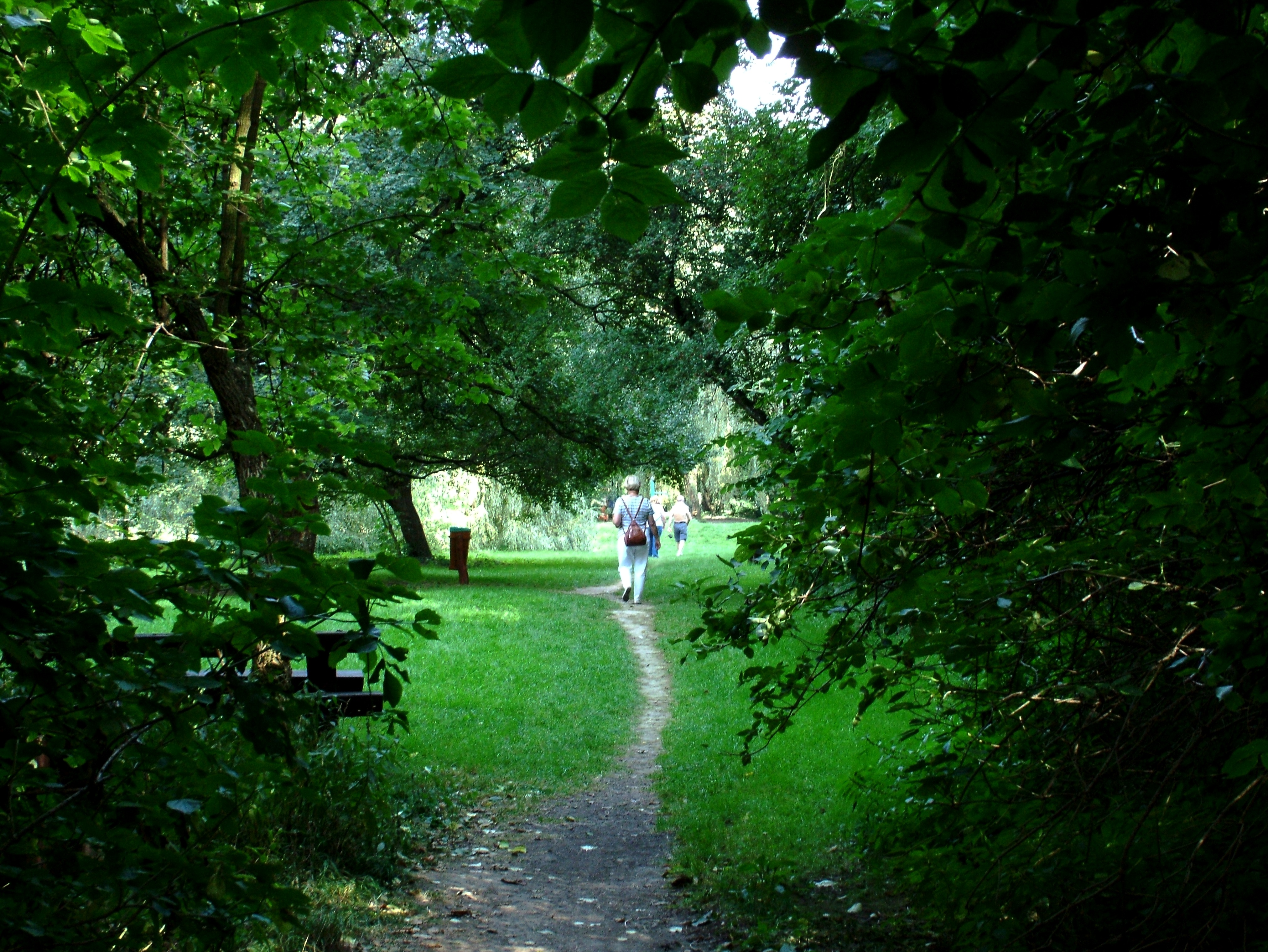
Koloska-völgy: Információs tabló

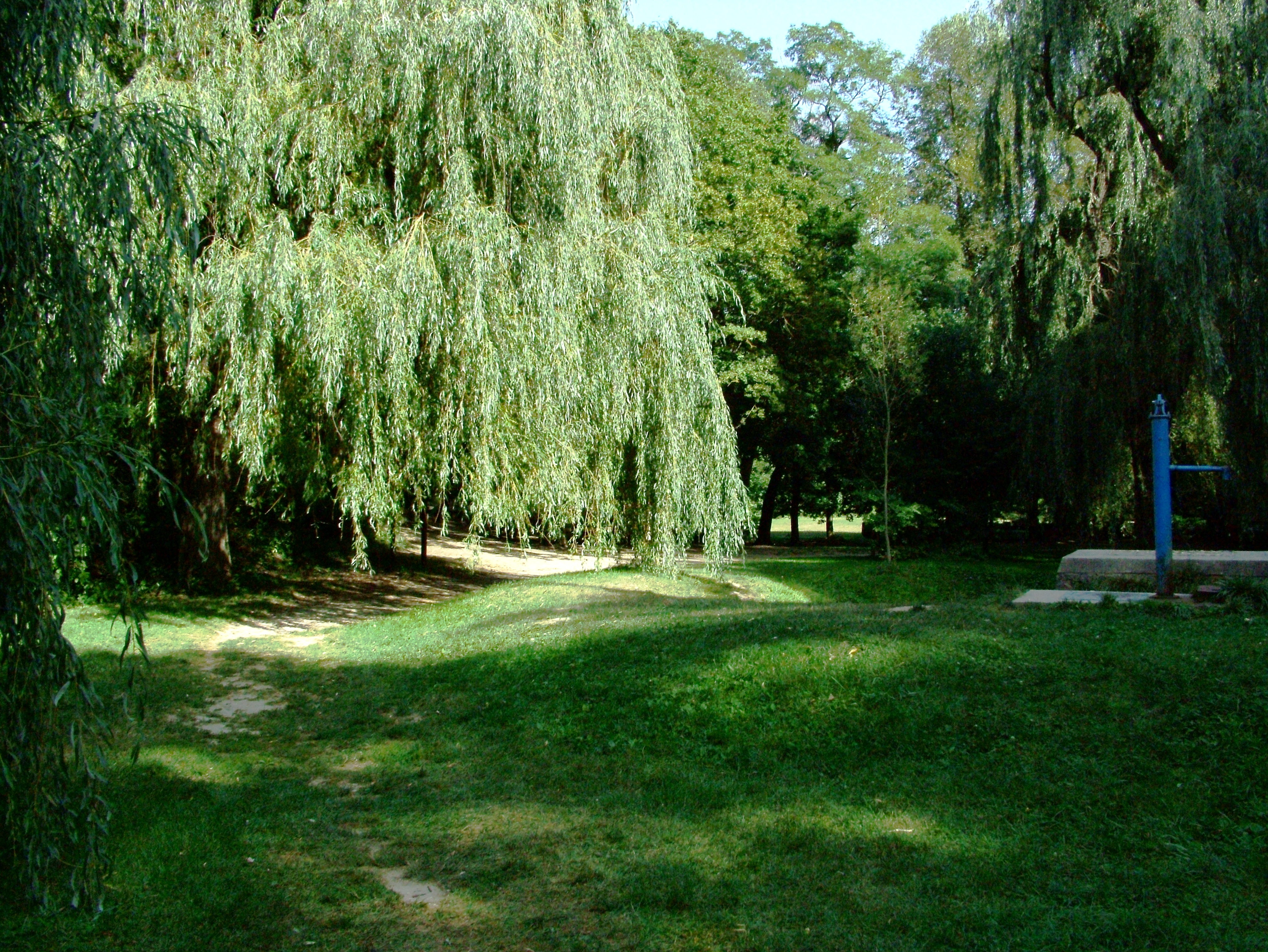
Hétforrás-völgyi részlet

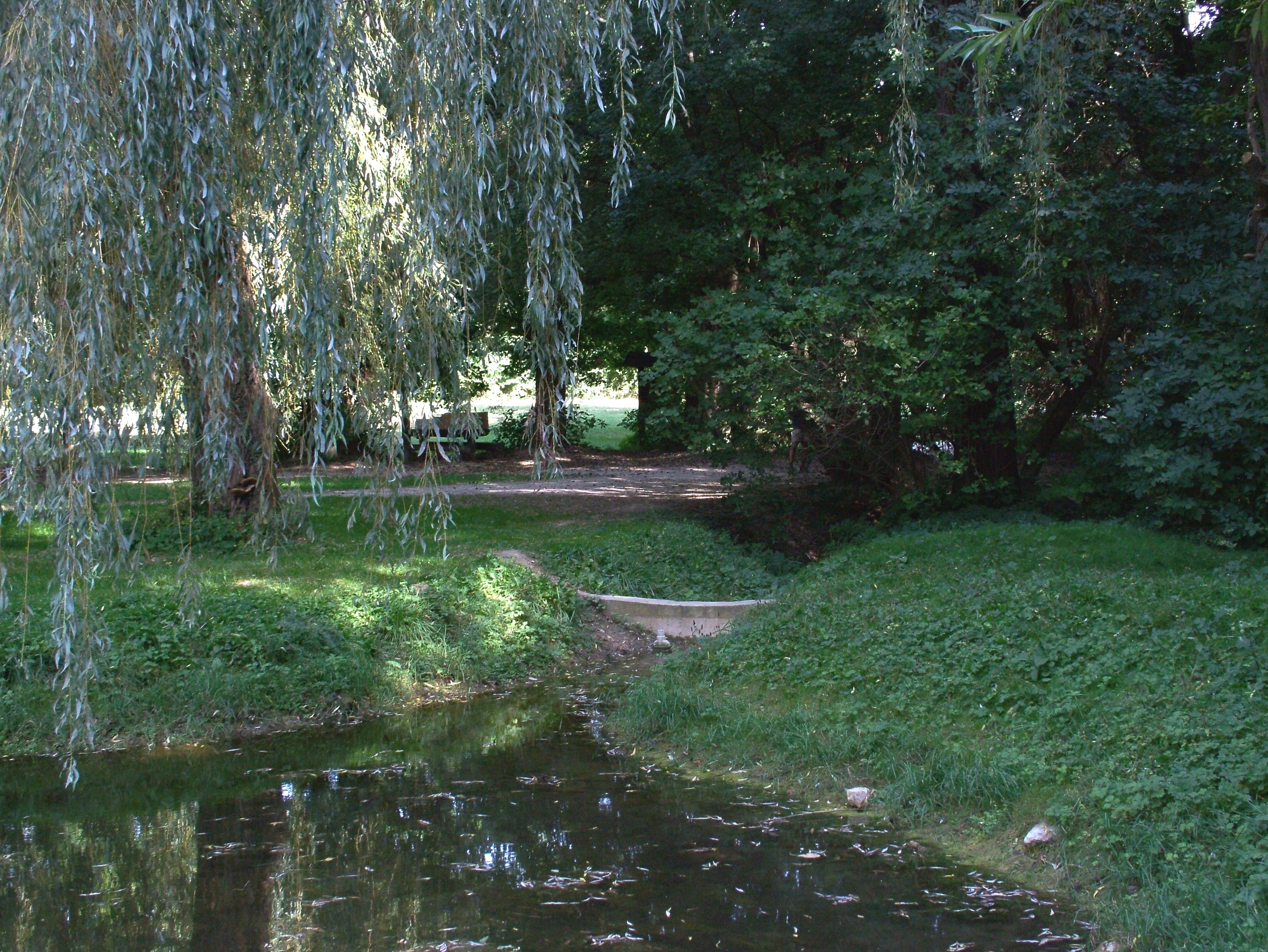
Hétforrás-völgyi részlet

## A Koloska-völgy kialakulása
Keletkezésére nézve Cholnoky Jenő részletes leírást adott. Szerinte a Pannon-tenger egykori maradványába vágódott bele a völgy patakja: „durva törmeléket hordott a homokrétegek tetejére és ez a törmelék, ellenállva a szélnek, megvédte a pannóniai homokot az elpusztulás ellen". A völgy nyílásánál jól szemlélhetők ezek a rétegek. A Koloska-völgy egyik jelentőségét az adja, hogy történetén keresztül szemléletesen követhető a Balaton és közvetlen környezetének kialakulás-története.
A térség ős-földtörténeti képét – a Tethys-óceán korszakáig – helyben kihelyezett földtörténeti tablón lehet soron követni. A későbbi földtörténeti események – mivel érzékletesen összefüggnek a ma is láthatókkal – ennél részletesebb áttekintést kívánnak.
A Kárpát-medencét elöntő újabb tengerből, a Paratethysből – a Bakony még alacsony szigetként emelkedett ki a késő miocén földtörténeti korszak idején (13 millió éve).
A Kárpát-medencét e korszak végén (11 millió éve) már a Pannon-tenger töltötte ki. A tenger sziklás partvonala a Balaton-felvidék peremén, nagyjában a Koloska-völgytorok körül húzódott (a mai 230 m-es tengerszint feletti magasságnál). A meredek partok mögött fekvő északi területekről patakok futottak le a tengerhez, melynek sekély medencéjében – a szárazföldről besodort hordalékanyagból – finom homokos–kőzetlisztes üledékek rakódtak le. A Koloska-völgy őse valószínűleg már ekkor létezett, csak a jelenleginél jóval sekélyebb és kisebb bevágódásként. Folyásirányát az egykori földtani törésvonalak szabták meg, mivel a töredezett dolomit zúzott zónáiban a víz könnyebben tudott medret vájni magának.
Időközben a Pannon-tenger a távolabbi tengerektől elzáródott, kiédesedő vízének sótartalma 8 ezrelék alá süllyedt, majd 5 millió évvel ezelőttre – üledékekkel feltöltődve – teljesen ki is száradt. A helyén visszamaradt sík vidéken a bakonyi patakok egészen a mai somogyi részekig futottak.
Néhány százezer éve – a középső pleisztocén korban – a két térség között harántsüllyedés keletkezett, s így a vízfolyások már ennek északi peremén építgették hordalékkúpjaikat. Balatonarács a Koloska-patak ősének durva törmelékből lerakódott hordalékkúpjára települt. Időközben – a kainozoikumi eljegesedés száraz szakaszaiban – a szelek nagy mennyiségű port szállítottak ide, amiből lerakódva világossárga löszréteg keletkezett.
A földszerkezeti mozgások tovább emelték az északi térterületet, így a megnövekedett esésű és energiájú patak néhány tízezer éve ismételten mélyebbre vájta völgyét és saját arácsi törmelékkúpjába is belevágódott. A magával cipelt vegyes szemcsézetű anyagból az előző után egy újabb, előrenyomuló hordalékkúpot épített; ennek maradványa a kerekedi öblöt délnyugatról határoló magasabb terület. Ekkoriban zajlott a Balaton részmedencéinek kialakulása, Aljukon bemosódott törmelékes anyagok és tőzeglápokból származó szerves iszapok ülepedtek le.
A holocén korszak elején – mintegy tízezer éve – felépült a hordalékkúp-generáció harmadik tagja, feltehetően a csapadékosabbá váló éghajlat következtében. Úgy ötezer éve lehetett, hogy a korábbi résztavacskák egyesülésével létrejött az igazi Balaton.
A legfiatalabb bevetődés jól látható a Koloska-patak mai völgytalpán. A keményebb karbonátos kőzetekből álló, V alakú völgy aljzatát 5-10 méter vastagságú, kőtörmelékkel kevert löszös üledék tölti ki, amibe néhány méter mélységű, friss vízmosás vágódott. Minden egyes felhőszakadás alkalmával elmos a víz egy-egy kevés anyagot, s így hátrálva növeli medrét. A Koloska-völgyön néhány métert felfelé haladva – ahol a két gyalogút összeér – láthatjuk az eredeti, lösszel kitöltött – sík aljzatú, meder nélküli völgyszakaszt. Lejjebb, a tanösvény mentén viszont az erózió munkáját szemlélhetjük. Az időszakosan lezúduló vizek igyekeznek kiegyenlíteni a területek között meglévő szintkülönbségeket, hordalékot szállítva a Veszprémi fennsíkról a Balatonba. Így végül is megállapítható, hogy a völgy formálódása folytonos és napjainkban is élő folyamat.

## A térség részei és értékei

### Az „arácsi” városrész
(Csak a Koloska-völgyhöz tartozó terület). A patakvölgyre néző lejtőkre települt az ősi Arács falu (1954-ben Balatonfüreddel összevonták), először valószínűleg csak barlanglakások formájában, amelyeket belevájtak a pannóniai homokból álló völgyoldalba. Később házakat építettek eléjük, de még néhány évtizeddel ezelőtt is látható volt olyan bevájt nyílás, amelyikben laktak, vagy legalábbis istállónak, raktárnak használtak. Azután házat építettek eléje, és a korábbi barlanglakás megmaradt pincének. (Cholnoky szerint még az első templomot is a völgyoldalba vágták be, "mert olyan érdekesen áll a régi lejtőn, hogy ilyet ma már nem építenénk". Keleti vége pedig kiemelkedik a völgy fölé. Az ajtaja sem a torony alatt van, mint általában, hanem csak oldalkapuja van a lejtő alsó részén.)
A Koloska utca majdnem a templom fél magasságának a szintjében halad. Két fő utca vezet a völgy felé. Az egyik Füred felől a Koloska utca, amely megőrizte régi nevét. A keleti részen pedig a régi Malom utca, amelyek a völgy sziklákkal szinte lezárt bejárata előtt egyesülnek. Az utcában a 4., 9., és 12. számú házak őrzik még a népi építészeti formákat. Ma már védett épületek. Az utcáról lelátni a patakra és annak völgyére. Oda, közvetlenül a víz közelébe nem építettek, mert néha az árvíz még a magasabban fekvő házakat is elérte. Az utca végén volt az egykori, régi oklevelekben sokat emlegetett vízimalom. Ma már nyoma sincs, még a neve is eltűnt. Az utolsó épület a pálinkafőzde, azután kezdődik a szép füves rész, amelyet újabban jórészt beépítettek, házak sorakoznak benne. A 6., 10. és 12. számú házak műemlék jellegűek, az utcába kapcsolódik a régi nevét megőrző „Itatóköz” – itt hajtották le a patakhoz itatni korábban a marhákat. A 10. és 12. számú házat műemlékké nyilvánították.
A Lóczy Lajosról elnevezett főutcán egy régi építésű boltozott kőhíd érdemel figyelmet. A patak völgyébe leereszkedve látható, hogy milyen magas, mert a gyors záporok által hirtelen megduzzadó patakot kell áteresztenie.

### A Koloska-völgy
A Koloska-csárda után kezdődő tágas – korábban vizenyős – sík terület kezdetén, a murvázott közút mellett térképes tájékoztató tábla ad felvilágosítást a völgyről. Keleten a Péter-hegy, nyugaton a Tamás-hegy erdős lejtője dől a völgyre. A Péter-hegyre igen meredek úton lehet csak felkapaszkodni. Tavasszal töméntelen árvalányhaj díszlik rajta.Ősszel, amikor a cserszömörce levelei vörösödnek, az egész völgy rendkívül színessé és hangulatossá válik. 
A Tamás-hegyre felvezető út már a völgy elejéről indul, s valamivel könnyebben járható, mint a másik. Ezután egy szoros következik, ahol a patak két oldalán a sziklák alig 20 m-re vannak egymástól. (A török időkben itt el lehetett zárni egy kőfallal, és a falu lakói – a hagyomány szerint – ide menekültek a törökök elől. A település azonban a XVI. század végére már pusztahely volt.)
A szoros után ismét kitágul a völgy, szép füves legelő nyílik az út nyugati részén. Északra egy magányos, szigetszerű domb emelkedik, tetején fehér mészkősziklákkal.
A Koloska-csárda után – baloldalt – a gyalogút bevezet az erdőbe. Ott alakította ki az erdészet azt a sétautat, pontosabban tanösvényt, amely a Koloska-sziklához és a lábánál elterülő forrásvidékhez, illetve az erdőség mélyébe vezet.

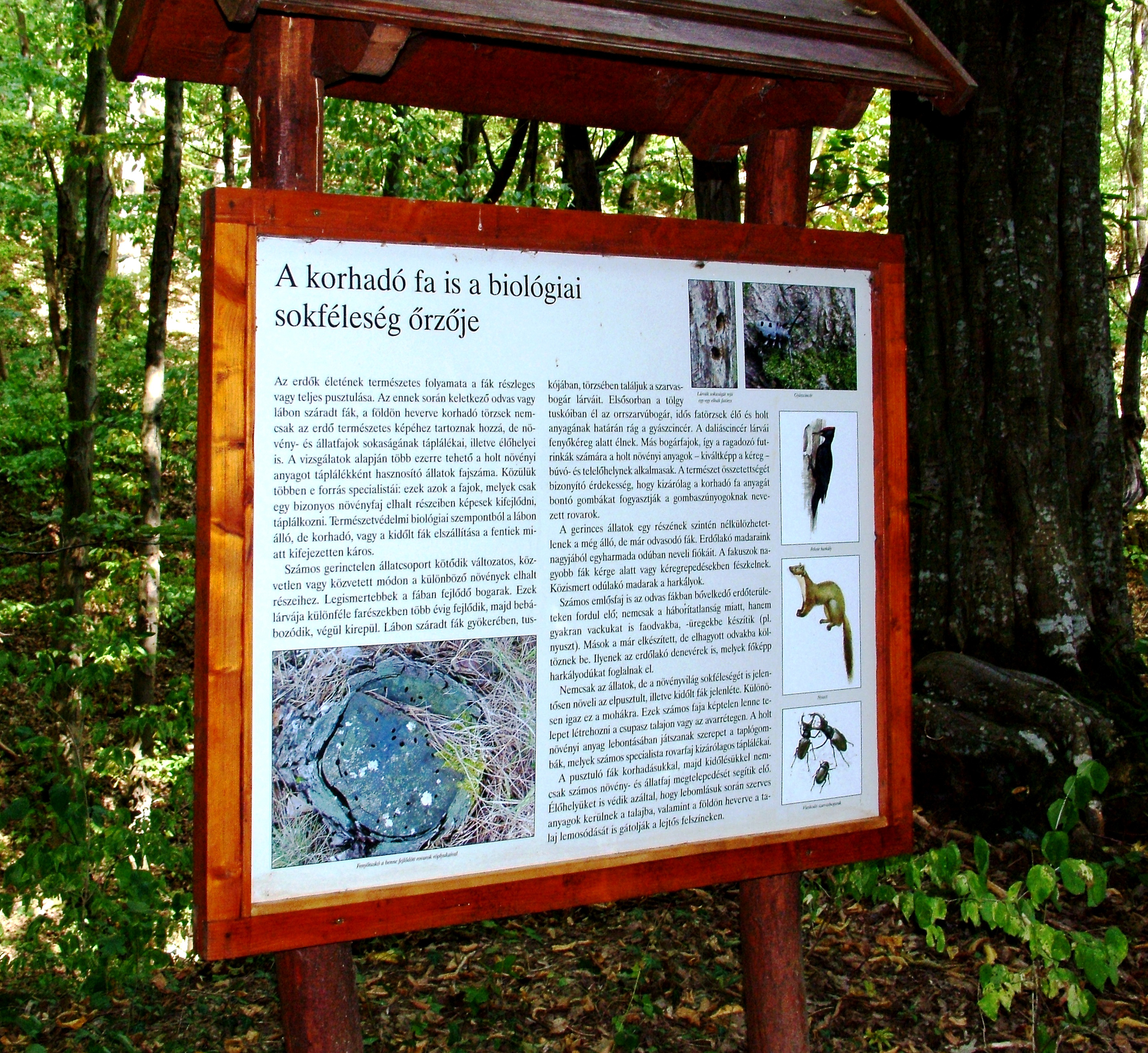
Tanösvény-részlet

### A „Hétforrás völgye”
A sétaút kiér egy kis völgybe a szikla alá, ahol igen kedves kép fogadja a látogatót. 1952-53-ban a sziklák alól kifolyó források vizét összefogták, egy kifolyót építettek a központi forrás fölé és Petőfi-forrásnak nevezték el, de napjainkra a Koloska név állandósult. A forrásfoglalás betontömbjén kavicsból kirakva az 1983-as dátum látható. A népnyelv a múltban ezt a helyet nem tekintette a Koloska-völgynek. A falubeliek "Hét forrás völgyé"-nek hívták. Ebben az elnevezésben sok igazság volt, a sziklafal alól mindenhonnan kifolyó forrásvizek miatt. Ma már azonban ezt a nevet alig hallani, teljesen átment a köztudatba a Koloska-völgy neve, elsősorban azért, mert a természetvédelmi hatóság is ilyen néven tartja számon és így nyilvánította védetté. A Koloska-völgy védettségét 1954-ben 14 hektár területre jelölték ki. Ebbe tartozik a közel 50 m magasra felnyúló sziklafal, a völgy a forrásokkal, kis gyűjtőtóval, és az északi lejtős domboldal. Kezelőszerve a Bakonyerdő Zrt., amely külön őrt tart a területen, aki vigyáz annak rendjére. 
Jól felszerelt kirándulóhely ez. Elsősorban a szépen, a tájhoz illően megépített létesítményeivel, mint esővédő tetőkkel, padokkal, asztalokkal, szalonnasütő helyekkel. Még egy kis szabadtéri színpad is található itt. Ma már az 1959-ben létesített arborétum növényzete is jól kirajzolódik.

### A tanösvény, erdei tornapálya
A védett terület feletti rész egy sötét, félelmetesnek tűnő, beárnyékolt erdei, völgyi út, egy sziklás, erdős szurdok, a dolomitvidék jellegzetes élővilágával. Ezt a romantikus sétaút-szakaszt részben természetrajzi tanösvénynek, egyúttal erdei tornapályának képezték ki. Balatonfüred környékének egyik kedvelt kirándulóhelye. Az árnyas fák közt kialakított tanösvény a hűvös völgyben fakadó források, az időszakos vízmosások által felszabdalt, sűrű erdőkkel borított Balaton-felvidéki peremhegyek jellegzetességéét bemutató – fizikai és szellemi élményt nyújtó gondosan kialakított és fenntartott létesítmény. A tanösvény és térsége a Balatonfüredi-erdő Természetvédelmi Terület része. A Balatonfelvidéki Nemzeti Park Igazgatóság és a kezdeményező Bakonyerdő Rt. összefogásával 2004-ben készült el. A létrehozók célja, hogy egy kellemes, élményt nyújtó pár órás séta során megismertessék a látogatókkal a völgy változatos természeti képét. A tanösvényen tematikus ismeretterjesztő táblák sora vezeti végig a látogatókat, helybeni konkrétumokkal bemutatva a hely földtörténetét, keletkezésének körülményeit, geológiáját, vízrajzát és talajtanát. Továbbá részletesen ismertetik a völgy madár- és rovarvilágát, flóráját, az erdőtársulások jellegzetességeit. Hallatlanul érdekes témaként mutatja be az erdei életközösségek végtelen bonyolultságában is hallatlanul egyszerű működését, valamint a természetszerű erdőművelés és -gazdálkodás korszerű elveit. A tanösvényről jobbra-balra tekintve egy pusztulásában is élő erdei táj részletei, mohás kőfelületei, faodvai tűnnek elő.

## Genius loci
„…. A hajóról nézve laposabban nyúlnak el a hegyek: a László-hegy Aszófőnél – mögötte a romantikus Malom-völggyel – majd a hatalmas sebhelyes hegyoldal, a filoxéra óta lábra állni nem tudó Tamás-hegy. (De sok minden kell egy rekonstrukcióhoz! Pár százezer oltott vessző, meg ugyanannyi tölgycsemete! A kemény akarások időszakában néhány év!) A Tamás-hegy jobb oldalán, Arács fölött egy titokzatos völgykapu látszik, a Koloska! A bal oldalán fekete fenyves emeli meg a lankás hegyoldalt, s így a szelíd lejtők közé zárt völgy csaknem szurdokká magasztosodik. Belsejében tiszta patak, hűs gyertyánosok, tán egy bencés kolostor nyomai, s a „hárfaduós" csárda.
A hárfaduó… ! – Kezdő botanikusként jártam az Arács fólötti hegyoldalakat. Este lett, s én alaposan elkeveredtem az északi lejtő kiterjedt erdeiben. Csak hírből ismertem akkor még a csárdát. S egyszer csak az esti fuvallat meg-megszakadó dallamot, hárfák hangját hozta felém. Először beleborzongtam – hogy kerül az erdő sűrűjébe hárfa?-, aztán pár perc múlva megláttam a csárda fényét; a kettős boltív alatt két aranykezű cigány hárfázott, oly szépen, ahogy csak az estnek, a hegyoldalaknak vagy tán egy kedves melegséggel csillogó szempárnak játszik valaki. Fának dőlve hallgattam. Balra a kis fahíd alatt halkan csobogott a Koloska-patak vize, s a sötét hegyoldalak között, bolondító mélységgel, hajnali fényben ragyogott a csillagteli ég. Azóta sokszor jártam a völgyben. Szép ma is, de nem is lenne az ember hű élményeihez, ha nem szidná a völgybe épült hatalmas, illúzióromboló magánházat a magánuszodával, s ha nem sírná vissza a vendéglői cigányzene-attrakció helyére a két hárfás cigányt!
Ma már nagyon felkapott hely; elegáns az erdei vendéglátás, a legnagyobb nyári melegben is a nyaraló turistáké a kellemesen hűs völgy. Végigjárni az erdei utat a Koloska-forrásig, mindenkinek élmény! A lágy lankák között szinte megdöbbentő a Veszprémi-plató 270 méteres fennsíkjának letörése, a 40 méteres dolomitsziklafalak! Ajánlatos megnézni a forrást, amely kis tavacskává szélesedik, majd patakként csörgedezik tovább. A szalonnasütő hely mellett – legalábbis amikor ott jártam – még a tűzifa is kikészítve, rendbe rakva várta az arra járót, hogy ne tördeljenek le semmit! Nem is nyugodtam, amíg fel nem kerestem a természetőr erdészt, aki kis faházában különös látnivalókkal lepett meg; ágszobrokat gyűjtött már hosszú évek óta. Vádló vagy szelíd tartalommal töltött természet adta szobrait görcsös növények, gubacsok vagy fakín (a tölgyfán élő sárga bogyójú fagyöngy) formálták. Az erdész háza körül itt is, ott is – meglepetésszerűen – egzotikus növények tűnnek fel; életfák, virginiai borókák, kínai örökzöld borbolyák. Az ötvenes években exótakert telepítését kezdték itt meg, annak maradványai….” (Részlet: Debreczy Zsolt: „Tavunk a Balaton” c. kötetből. Natura Kiadó ISBN 963-233-071-4)

## Adatforrás és irodalom
- Zákonyi Ferenc: Balatonfüred (Adalékok Balatonfüred történetéhez) Veszprém, 1988 ISBN 963-7199-05-5
- Sági K. – Zákonyi F.: Balaton – Panoráma K., 1988 ISBN 963-243-266-5
- Szerk.: Magyarország (4. k.) – Panoráma K. ATHENAEUM Ny., 1972  helytelen ISBN kód: 72112-1-7273
- Szerk: Tardy J.: Magyarországi települések védett természeti értékei – Mező Gazda K. ISBN 963-7362-13-4
- Szerk: Illés István: Tavunk a Balaton – Bp. Natura K., 1981 ISBN 963-233-071-4
- Kovacsics József – Ila Bálint: Veszprém megye helytörténeti lexikona II. Budapest: Akadémiai. 1988. 125–128. o. = Magyarország Helytörténeti Lexikona. ISBN 963-05-4590-X